# Peter Christian Skovgaard
Peter Christian Skovgaard (Ringsted, 1817 – Copenaghen, 1875) è stato un pittore danese.

## Biografia
È nato nei pressi di Ringsted dall'agricoltore Tham Masmann Skovgaard e sua moglie Cathrine Elisabeth. Ha appreso le nozioni basilari del disegno dalla madre e dal 1831 al 1835 ha frequentato l'accademia d'arte di Copenaghen. Qui ha studiato l'arte classica e il paesaggio, divenendo uno dei più noti paesaggisti del proprio paese.
Suo figlio Joakim fu anch'egli pittore.